# Пробный золотой рубль 1756 года
Пробный золотой рубль 1756 года — монета из золота, чеканившаяся на Санкт-Петербургском монетном дворе во времена правления Елизаветы Петровны. Является пробной монетой, предназначалась для дворцового обихода. На аверсе данной монеты изображён правый профильный портрет Елизаветы Петровны, на реверсе — вензель императрицы «𝓔𝓟».

## История
В 1756 году чеканятся 1 рубль, 2 рубля и 50 копеек для дворцового обихода, часть из которых являются пробными.

## Описание монеты
Эта монета была выполнена из золота 917 пробы; её диаметр составляет 15—16 мм, а вес равен 1,60 г, чистого золота — 1,47. Гурт является гладким.
На аверсе пробного золотого рубля изображён правый профильный портрет Елизаветы Петровны, на голове которой располагается малая императорская корона. В волосах украшения воспроизведены из жемчуга и драгоценных камней. Бюст в расшитом и украшенном драгоценными камнями платье. На правом плече скреплена застёжкой спадающая мантия. Круговая надпись: «Б∙М∙ЕЛИСАВЕТЪ∙I∙IМП:IСАМОД:ВСЕРОС∙». На реверсе изображён вензель императрицы «𝓔𝓟», над вензелем располагается императорская корона. Круговая надпись: «МОН ∙ ЦЕНА ∙ РUБЛЬ ∙ 1756 ∙».
Существует 8 вариантов пробного 1 рубля 1756 года:
| Разновидности рубля Елизаветы Петровны | Разновидности рубля Елизаветы Петровны | Разновидности рубля Елизаветы Петровны       | Разновидности рубля Елизаветы Петровны | Разновидности рубля Елизаветы Петровны | Разновидности рубля Елизаветы Петровны |
| Год                                    | Номер по каталогу Биткина              | Ориентировочная редкость по каталогу Биткина | Разновидность                          | Описание разновидности                 | Тираж                                  |
| -------------------------------------- | -------------------------------------- | -------------------------------------------- | -------------------------------------- | -------------------------------------- | -------------------------------------- |
| 1756                                   | #559                                   | R4                                           | 1                                      | —                                      | —                                      |
| 1756                                   | #Н560                                  | R3                                           | —                                      | —                                      | —                                      |
| 1756                                   | #Н561                                  | R3                                           | —                                      | —                                      | —                                      |
| 1756                                   | #Н562                                  | R4                                           | —                                      | —                                      | —                                      |
| 1756                                   | #563                                   | R4                                           | 2                                      | —                                      | —                                      |
| 1756                                   | #Н564                                  | R3                                           | —                                      | —                                      | —                                      |
| 1756                                   | #Н565                                  | R3                                           | —                                      | —                                      | —                                      |
| 1756                                   | #Н566                                  | R3 PIED-FORT                                 | —                                      | —                                      | —                                      |